# Абдуллаева, Егане Гюлалы кызы
Егане Гюлалы кызы Абдуллаева (азерб. Yeganə Gülalı qızı Abdullayeva; в замужестве — Керимова (азерб. Kərimova); род. 1961, Кюрдамирский район) — советский азербайджанский хлопкороб. Депутат Верховного Совета СССР 11-го созыва (1984—1989).

## Биография
Родилась в 1961 году в селе Топалгасанли Кюрдамирского района Азербайджанской ССР.
С 1977 года — хлопкороб, звеньевая хлопкоробов колхоза «Москва» Кюрдамирского района республики. 
Достигла высоких результатов при выполнении плана по производству сельскохозяйственной продукции одиннадцатой пятилетки (1981—1985). Выполнила план одиннадцатой пятилетки досрочно, еще в 1983 году, в том же году победила в социалистическом соревновании по скоростному ручному сбору культуры и собрала более 70 центнеров хлопка. 
Активно участвовала в общественно-политической жизни республики и Советского Союза, состояла в ВЛКСМ, избиралась депутатом Кюрдамирского районного совета. В 1984 году избрана депутатом Совета Национальностей Верховного Совета СССР 11-го созыва от Геокчайского избирательного округа № 205, была членом Комиссии по транспорту и связи.
Проживает в селе Шахсевен Кюрдамирского района Азербайджана.